# Іван I (папа)
Іван I (лат. Ioannes; ? — 18 травня 526) — п'ятдесят третій папа Римський (13 серпня 523—18 травня 526), син Констанса, народився у Тоскані. На час обрання був хворою та літньою людиною. Запровадив ведення календаря на підставі досліджень сирійського монаха Діонісія Малого, рахуючи роки з часу народження Ісуса Христа. Відомий також як святий Іван.
У зв'язку з виданням імператором Східної Римської імперії Юстином I декрету, який зобов'язував аріан повернутись до християнської віри, король остготів Теодоріх Великий наказав Івану поїхати до Константинополя та провести відповідні переговори з імператором. Юстин I зустрів Івана з великими почестями. Коли папа прибув до столиці остготів Равенни за наказом Теодоріха Великого його було ув'язнено, а пізніше убито, або ж він помер внаслідок поганого поводження та ненадання медичної допомоги. Бажаючи приховати негідне поводження з папою Теодоріх влаштував йому пишні похорони.
У 530 році тіло папи було перевезено до Риму та поховано у базиліці Святого Петра. Другом Івана I був відомий тогочасний філософ Боецій.
Канозований після смерті у лику Мученик. День пам'яті - 18 травня.